# Marion Tinsley
Marion Tinsley (3 de febrero de 1927–3 de abril de 1995) fue un matemático y jugador de damas estadounidense. Se le considera el mejor jugador de damas que jamás haya existido. Tinsley fue campeón mundial de 1955 a 1958 y de 1975 a 1991 y nunca perdió un partido por el campeonato mundial. Sólo perdió siete juegos (dos de ellos contra el programa informático Chinook, uno mientras competía borracho y otro en una exhibición simultánea) desde 1950 hasta su muerte en 1995. Se retiró del campeonato durante los años 1958-1975, renunciando al título durante ese tiempo. Derek Oldbury, a veces considerado el segundo mejor jugador de todos los tiempos, pensaba que Tinsley era "para las damas lo que Leonardo da Vinci era para la ciencia, lo que Miguel Ángel era para el arte y lo que Beethoven era para la música".

## Primeros años y educación
Tinsley nació en Ironton, Ohio, pero pasó sus primeros años de vida en el condado de Greenup. Tinsley era hijo de una maestra de escuela y un granjero que se convirtió en sheriff. Tenía una hermana y "no se sentía amado" por sus padres. Para ganarse el afecto de sus padres, compitió en concursos de matemáticas y ortografía cuando era niño. Dijo sobre la desaprobación de sus padres: "Y como una ramita se dobla, crece: a medida que crecí, seguí sintiéndome así".
Se saltó cuatro de sus primeros ocho grados. Se graduó en una escuela secundaria de Columbus a los quince años. Tinsley tenía un doctorado de la Universidad Estatal de Ohio en la disciplina matemática del análisis combinatorio. Trabajó como profesor de matemáticas en Florida State University y Florida A&M University. Tinsley afirmó una vez haber pasado aproximadamente 10.000 horas estudiando damas mientras estaba en la escuela de posgrado. Tinsley también se desempeñó como predicador laico en la iglesia Discípulos de Cristo.

## Carrera en damas
Después de leer un libro de Millard Hopper, Tinsley se interesó en el juego.
Tinsley se alistó en la Marina en 1945 y estuvo destinado en Gulfport, Misisipi, donde ganó el Abierto del Sur de Luisiana. En 1946, terminó segundo detrás de William F. Ryan en el Torneo Nacional de Newark, perdiendo la final 2-1-11. Tinsley ganó cuatro Abiertos del Estado de Ohio (1946, 1947, 1948, 1949), seis Torneos Cedar Point (1946, 1949, 1950, 1951 y 1952) y dos Abiertos de Canadá (1949 y 1950).
Tinsley fue ocho veces campeón mundial de tres movimientos (1954, 1955, 1958, 1979, 1981, 1985, 1987 y 1989) y una vez en damas de dos movimientos (1952).
Su récord en el torneo 1951-1995, excluyendo los juegos de Chinook:
| Año  | Torneo                                           | Resultado    | W–L–D  | Año  | Torneo                                          | Resultado   | W–L–D   |
| ---- | ------------------------------------------------ | ------------ | ------ | ---- | ----------------------------------------------- | ----------- | ------- |
|      |                                                  |              |        | 1975 | Florida Open                                    | 1st         |         |
| 1951 | Lakeside                                         | 1st          |        | 1976 | Florida Open                                    | 1st         |         |
| 1952 | Lakeside                                         | 1st          |        | 1977 | Florida Open                                    | 1st         |         |
| 1952 | Canadian Open                                    | 1st (empate) |        | 1978 | U.S. National Championship                      | 1st         |         |
| 1952 | World Two-Move Championship vs. Newell Banks     | Ganador      | 3–0–37 | 1979 | World Three-Move Championship vs. Elbert Lowder | Ganador     | 15–0–10 |
| 1954 | U.S. National Championship                       | 1st          |        | 1981 | World Three-Move Championship vs. Asa Long      | Ganador     | 3–0–34  |
| 1955 | World Three-Move Championship vs. Walter Hellman | Ganador      | 3–0–35 | 1982 | Southern States Championship                    | Ganador     |         |
| 1956 | U.S. National Championship                       | 1st          |        | 1982 | U.S. National Championship                      | Ganador     |         |
| 1958 | British Open                                     | 1st          |        | 1983 | U.S.-Great Britain international match          | 1st tablero |         |
| 1958 | World Three-Move Championship vs. Derek Oldbury  | Ganador      | 9–1–24 | 1985 | World Three-Move Championship vs. Asa Long      | Ganador     | 6–1–28  |
| 1970 | Southern States Championship                     | 1st          |        | 1987 | World Three-Move Championship vs. Don Lafferty  | Ganador     | 2–0–36  |
| 1970 | U.S. National Championship                       | 1st          |        | 1989 | World Three-Move Championship vs. Paul Davis    | Ganador     | 10–0–20 |
| 1974 | Florida Open                                     | 1st          |        | 1989 | U.S.-U.S.S.R. match                             | 1st tablero |         |
| 1974 | Lakeside                                         | 1st          |        | 1990 | U.S. National Championship                      | 1st         |         |
| 1974 | Southern States Championship                     | 1st          |        | 1994 | Mississippi State Championship                  | 1st         |         |
| 1974 | U.S. National Championship                       | 1st          |        | 1994 | U.S. National Championship                      | 1st         |         |
| 1975 | Lakeside                                         | 1st          |        |      |                                                 |             |         |
| 1975 | Southern States Championship                     | 1st          |        |      |                                                 |             |         |

## Chinook
Tinsley se retiró del campeonato en 1991. En agosto de 1992, derrotó al programa informático Chinook 4-2 (con 33 empates). Chinook había quedado segundo en los Nacionales de Estados Unidos en 1990 después de Tinsley, lo que generalmente califica para competir por el Campeonato Mundial. Sin embargo, la Federación Estadounidense de Damas y la Asociación Inglesa de Damas se negaron a permitir que una computadora jugara por el título. Al no poder apelar su decisión, Tinsley renunció a su título de Campeón del Mundo e inmediatamente indicó su deseo de jugar contra Chinook. El partido no oficial pero muy publicitado se organizó rápidamente y Tinsley ganó.
En una partida de 1990, Chinook, jugando con piezas blancas, cometió un error en el décimo movimiento. Tinsley comentó: "Te vas a arrepentir". Chinook renunció después del movimiento 36, sólo 26 movimientos después. El programador principal Jonathan Schaeffer volvió a mirar la base de datos y descubrió que Tinsley eligió la única estrategia que podría haber derrotado a Chinook desde ese momento y Tinsley pudo ver la victoria 64 movimientos en el futuro.
La ACF y la EDA se vieron en la incómoda posición de nombrar un nuevo campeón mundial, un título que no tendría ningún valor mientras Tinsley estuviera vivo. La ACF concedió a Tinsley el título de Campeón del Mundo Emérito como solución.
En agosto de 1994, se organizó un segundo partido contra Chinook, pero Tinsley se retiró después de sólo seis partidas (todos empatados) por motivos de salud. Don Lafferty, clasificado como el jugador número dos del mundo en ese momento, reemplazó a Tinsley y luchó contra Chinook hasta empatar el partido en el juego 20. A Tinsley le diagnosticaron cáncer de páncreas una semana después de la competición y murió siete meses después.